# Piper PA-18 Super Cub

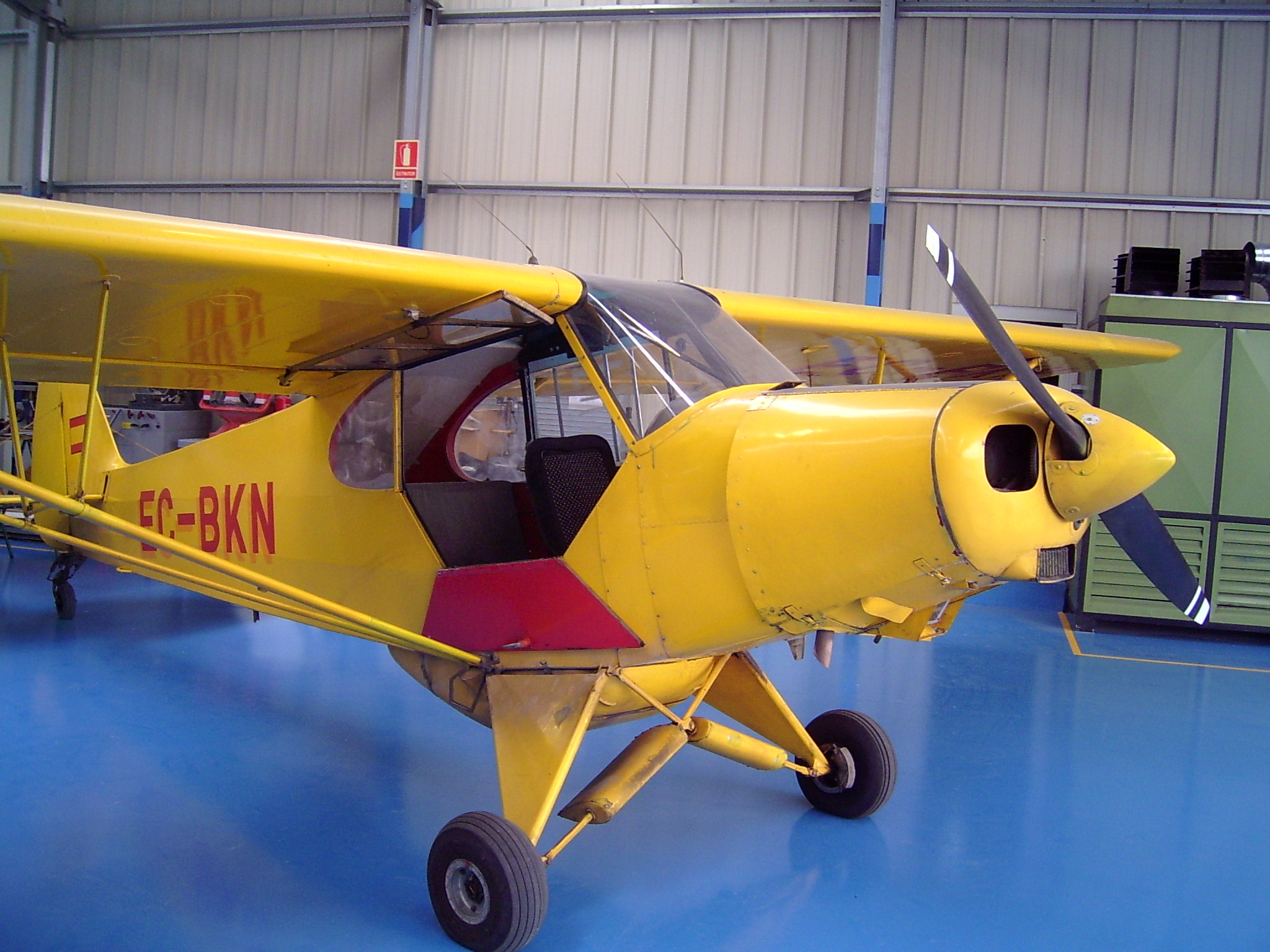
Piper PA-18 Super Cub

El Piper PA-18 "Super Cub" era un avió monomotor de 2 places fabricat per Piper Aircraft. Va ser introduït el 1949 i durant els 40 anys se n'han fabricat uns 9000.

## Disseny
Després del èxit del Piper J-3 Cub, Piper Aircraft va dissenyar el PA-18 amb una ala una mica més gran i el fuselatge una mica més allargat, oferint-se cada cop amb motors més potents, per tal d'obtenir major velocitat, altura i autonomia.
Piper va continuar fabricant el PA-18 fins a l'any 1981 en que WTA Inc. li va comprar els drets i va fabricar uns altres 250. També es van fabricar algunes versions militars, denominades L-18, que s'utilitzaven principalment com a avions d'observació o d'entrenament.

## Especificacions
Especificacions generals de la versió PA-18-150.
- Tripulació: 1
- Passatgers: 1
- Llargada: 6,88 m
- Amplada: 10,73 m
- Altura: 2,02 m
- Superfície d'ala: 16,58 m²
- Pes en buit: 422 kg
- Pes màxim a l'enlairament: 794 kg
- Motor: Lycoming O-320
- Potència: 150  cavalls / 112 kW
- Velocitat màxima en alutra: 113 nusos / 208 km/h
- Velocitat de creuer: 100 nusos / 185 km/h
- Autonomia: 399 milles nàutiques / 735 km
- Altura màxima: 19.000 peus / 5.595 m